# Sipos Imre (lelkész)
Vállaji Sipos Imre (Belényes-Remete (Bihar megye), 1849. augusztus – Belényes, 1903. október 26.) református lelkész.

## Életútja
Sipos János református lelkész és Sófalvy Luiza fia. A gimnázium I. és II. osztályát 1860-tól Nagyszalontán, a III-V.-et Hódmezővásárhelyt, a VI-VIII.-at Kecskeméten 1868-ban végezte és ugyanott 1868-69-ben az I. évi teológiát hallgatta. 1869-ben a debreceni főiskolába ment teológiai tanulmányainak folytatására 1872-ig; mindkét helyt főjegyzője volt az irodalmi önképző-társulatnak és több cikket írt a társaság kőnyomatos lapjába. 1872. októbertől édesatyja mellett B.-Újlakon templomi szolgálatokat végzett, és a téli hónapokban esténként az iskola termében a felnőtteknek a magyar történelemből és a protestáns egyháztörténelemből előadásokat tartott. 1873. áprilisban a kápláni vizsga letétele után sarkadi segédlelkész lett. 1879. áprilisban a belényesi református egyházba hivatott meg lelkésznek, ahol hazafias küzdelmet fejtett ki a görög-katolikus főgimnázium hazafiatlan érzelmű tanárai ellen és azt nyilvánosságra is hozta. 1886-ban egyházmegyei dékánná, 1892-ben pedig egyházmegyei tanácsbíróvá választották. 1892-ben a nagyváradi Szigligeti Társaság rendes tagja lett.
Cikkeket írt a protestáns lapokba, így a Debreczeni Protestáns Lapba stb. és a nagyváradi Szabadságba többnyire Bélavári álnévvel; ezen kívül a bihari Kárpát egyesület által kiadott Belényes és vidéke c. füzetben a Belényesre vonatkozó közléseket S. B. jegy alatt írta.

## Munkái
- A belényesi ev. ref. egyház története. Nagyvárad, 1883.
- Egyházi beszéd és énekek a belényesi ref. templom építésének 100-dik évfordulási ünnepére. Belényes ...
- Alkalmi ének az 1791. szabad vallásgyakorlatról szóló százados ünnep alkalmából. Uo. 1891.